# Olaf Offerdahl
Olaf Offerdahl (Årdal, 12 dicembre 1857 – Bussum, 7 ottobre 1930) è stato un vescovo cattolico norvegese.

## Biografia
Monsignor Olaf Offerdahl nacque ad Årdal il 12 dicembre 1857. La famiglia aveva preso il nome della fattoria in cui viveva, Ofredal.

### Formazione e ministero sacerdotale
Nel 1879 si laureò nella scuola per insegnanti di Balestrand. Lo stesso anno divenne insegnante a Bergen.
Nell'autunno del 1880 iniziò a lavorare presso la scuola elementare cattolica di Bergen. Il 31 ottobre dello stesso anno lasciò la Chiesa di Norvegia e si convertì al cattolicesimo. Nell'autunno del 1884 iniziò gli studi per il sacerdozio prima a Turnhout, in Belgio, e poi, dal 1886, al Pontificio Collegio Urbano di Roma.
Il 22 novembre 1891 fu ordinato presbitero per il vicariato apostolico di Norvegia dal cardinale Lucido Maria Parocchi. Nell'estate del 1892 tornò in patria. Fu cappellano a Tromsø fino al gennaio del 1894, ministro temporaneo della stessa chiesa fino al luglio del 1895 e poi parroco di Tromsø dal 1897. Venne quindi trasferito nella chiesa di Sant'Olav a Oslo dove fu cappellano dal 1907 e vicario fino al 1923. Fu poi parroco di Arendal fino al giugno del 1924 e parroco del parrocchia di San Hallvard a Oslo.
Il 12 marzo 1925 venne nominato monsignore e nel giugno dello stesso anno pro-vicario e rappresentante del vicario apostolico Johannes Hendrik Olav Smit. Quando l'11 ottobre 1928 monsignor Smit venne trasferito a Roma, padre Offerdahl venne nominato amministratore apostolico del vicariato.

### Ministero episcopale

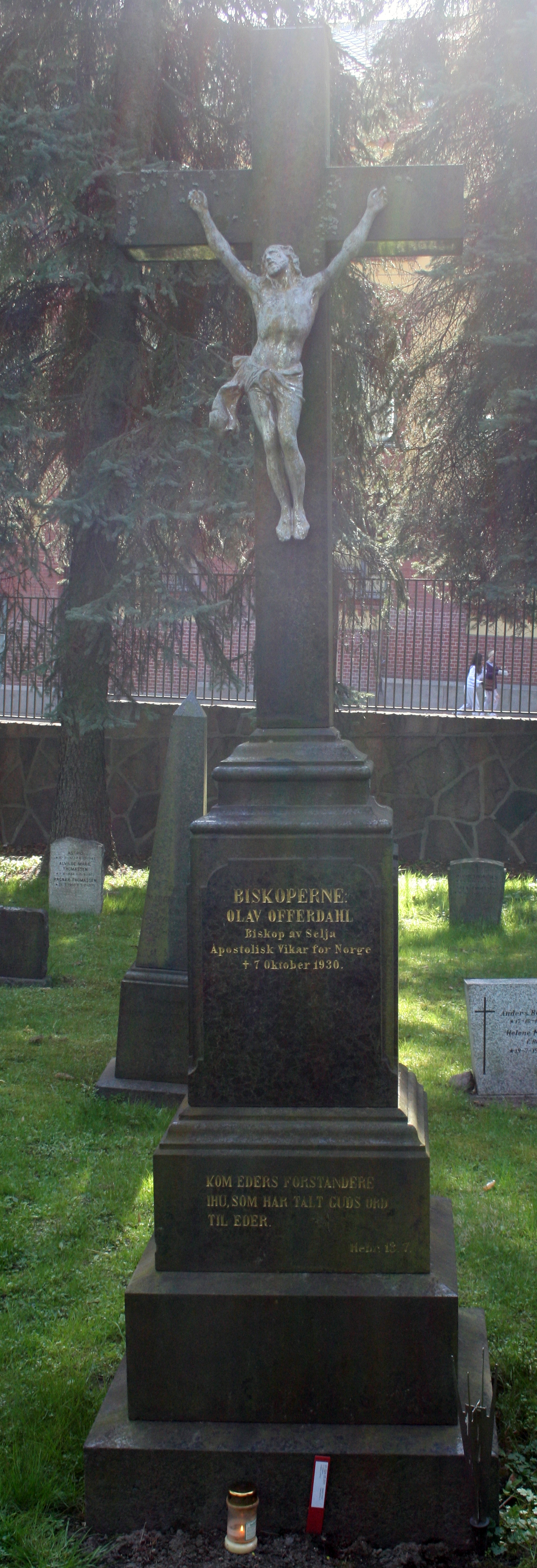
Tomba di monsignor Olaf Offerdahl nel cimitero del Salvatore di Oslo.

Il 12 marzo 1930 papa Pio XI lo nominò vicario apostolico di Norvegia e il 3 aprile successivo vescovo titolare di Selja. Ricevette l'ordinazione episcopale il 6 aprile successivo dal cardinale Willem Marinus van Rossum, prefetto della Congregazione di Propaganda Fide, coconsacranti l'arcivescovo Francesco Marchetti Selvaggiani, segretario della Congregazione di Propaganda Fide, e l'arcivescovo titolare di Nicopoli di Epiro Giovanni Battista Federico Vallega. Fu il primo vescovo cattolico norvegese dai tempi della Riforma protestante.
Quell'autunno si ammalò gravemente durante un viaggio nei Paesi Bassi e morì a Bussum il 7 ottobre 1930 all'età di 72 anni. È sepolto nel cimitero del Salvatore a Oslo.

## Genealogia episcopale
La genealogia episcopale è:
- Cardinale Scipione Rebiba
- Cardinale Giulio Antonio Santori
- Cardinale Girolamo Bernerio, O.P.
- Arcivescovo Galeazzo Sanvitale
- Cardinale Ludovico Ludovisi
- Cardinale Luigi Caetani
- Cardinale Ulderico Carpegna
- Cardinale Paluzzo Paluzzi Altieri degli Albertoni
- Papa Benedetto XIII
- Papa Benedetto XIV
- Papa Clemente XIII
- Cardinale Marcantonio Colonna
- Cardinale Giacinto Sigismondo Gerdil, B.
- Cardinale Giulio Maria della Somaglia
- Cardinale Carlo Odescalchi, S.I.
- Cardinale Costantino Patrizi Naro
- Cardinale Lucido Maria Parocchi
- Papa Pio X
- Papa Benedetto XV
- Cardinale Willem Marinus van Rossum, C.SS.R.
- Vescovo Olaf Offerdahl